# دييغو موريرا
دييغو موريرا (بالبرتغالية: Diego Moreira‏) هو لاعب كرة قدم بلجيكي وبرتغالي، ولد في 6 أغسطس 2004 في لياج في بلجيكا.

## وصلات خارجية
- دييغو موريرا على موقع الاتحاد الأوربي (الإنجليزية)
- دييغو موريرا على موقع الاتحاد البلجيكي (الإنجليزية)
- دييغو موريرا على موقع إي إس بي إن إف سي (الإنجليزية)
- دييغو موريرا على موقع قاعدة بيانات كرة القدم.إي يو (الإنجليزية)
- دييغو موريرا على موقع ليكيب (الفرنسية)
- دييغو موريرا على موقع Soccerbase.com (لاعب) (الإنجليزية)
- دييغو موريرا على موقع Soccerway.com (الإنجليزية)
- دييغو موريرا على موقع عالم كرة القدم.نت (الإنجليزية)